# Letohrádek Portz
Letohrádek Portz se nachází v areálu Tichého ostrova u Nového rybníka, nedaleko Mikulova v těsné blízkosti původní zemské hranice Moravy a Dolních Rakous. V roce 1627 jej nechal vybudovat kardinál Ditrichštejn. V současné době letohrádek prochází rekonstrukcí.
Zámeček stojí na uměle vybudované terase čtvercového půdorysu se čtyřmi nárožními bastiony, přičemž jihovýchodní bastion se už nacházel na území dolnorakouské obce Drasenhofen. Původní přístup byl po rampě z východní a dvouramenným schodištěm ze severní strany. Uprostřed stojí patrová budova letohrádku. Původní podobu zámečku neznáme. Víme však, že byl přestavován v 18. a 19. století. Z manýristické etapy počátku 17. století zůstalo s jistotou pouze jádro. Jižní a severní balkón spolu s dvouramenným schodištěm vznikl v období baroka.
Celý areál ostrova byl obehnán kamennou zdí, někde prolomenou dnes zazděnými kruhovými okénky. Přístup na ostrov byl z jižní strany po cihlovém mostě. Most byl zhruba v polovině délky přerušen a opatřen padacím přemostěním. Tento patnáctiobloukový historický most byl v roce 2020 zrekonstruován.
Na východní straně naproti zámečku se nacházelo hospodářské zázemí. Bylo zde i malé přístaviště s loďkami pro občasné projížďky panstva po rybníce. V roce 1672 sem byly dovezeny benátské gondoly u příležitosti návštěvy císaře Leopolda I. a jeho ženy císařovny Markéty Španělské. K projížďce jim vyhrávali císařští muzikanti z Vídně a zřejmě zde byla provedena i divadelní představení. U vstupu do hospodářských budov je vchod do sklepení. Odtud se malými dvířky dostanete do rozsáhlého systému podzemních chodeb. Některé vedou přímo k zámečku, některé odbočují. Nevíme přesně kam všechny vedou, jelikož se celý areál nachází v bývalém hraničním pásmu a část chodeb byla zasypána. Část z nich mohla zřejmě sloužit k zásobení zámečku při hostinách a oslavách, které se často konaly uvnitř i vně. Starý urbář hovoří i o "roztodivných uměleckých výtvorech". Je možné, že zde byl použit výsuvný systém překvapení, kdy se najednou uprostřed zahrady objeví prostřený stůl nebo socha či ohňostroj.
Ditrichštejnové využívali letohrádek jen velmi sporadicky. Většinou při výjimečných událostech nebo návštěvách. Poslední takovou návštěvou byl anglický král Eduard VIII. a jeho partnerka Wallis Simpsonová těsně před druhou světovou válkou. Zámeček se po dlouhou dobu potýkal s nedostatkem údržby. Jeho využití bylo po roce 1784 spíše provizorní. Od roku 1826 byl celý areál součástí Moravy.
Po druhé světové válce zámeček připadl do střeženého pohraničního pásma. Podzemní prostory zámečku byly zasypány, aby se v nich nemohl nikdo ukrývat a celý areál zpustl a zarostl stromy a dřevinami. Stavba od roku 1945 do roku 1989 zdegradovala natolik, že kompletně přišla o střechu. Po roce 2000 byl zámeček prodán novému soukromému majiteli, jehož záměrem bylo využívat zámeček pro soukromé a komerční účely. Provedeny byly však jen práce na odstranění statických poruch a opravě střechy, celkový záměr však zůstal nedokončen.
Kompletní rekonstukci stavby začali až po roce 2010 noví majitelé, manželé Michal a Petra Cibulkovi. Postupně obnovili zámeček, sklepní prostory i přilehlé pozemky, na kterých obnovili i původní vinice. V zámečku pořádají kulturní akce pro veřejnost a zároveň slouží jako soukromé ubytování a prostory pro rodinou firmu.

## Galerie

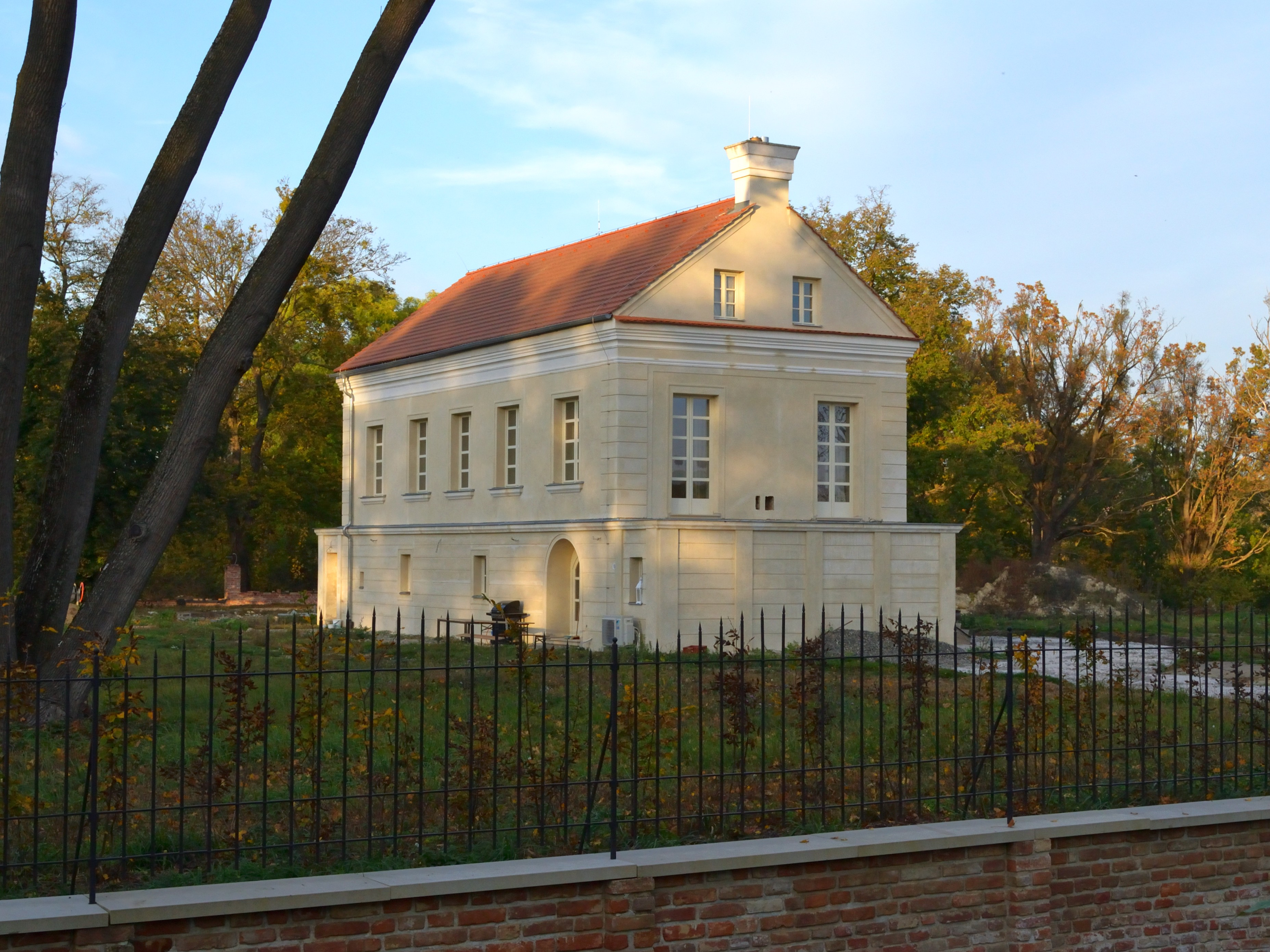
pohled od jihozápadu
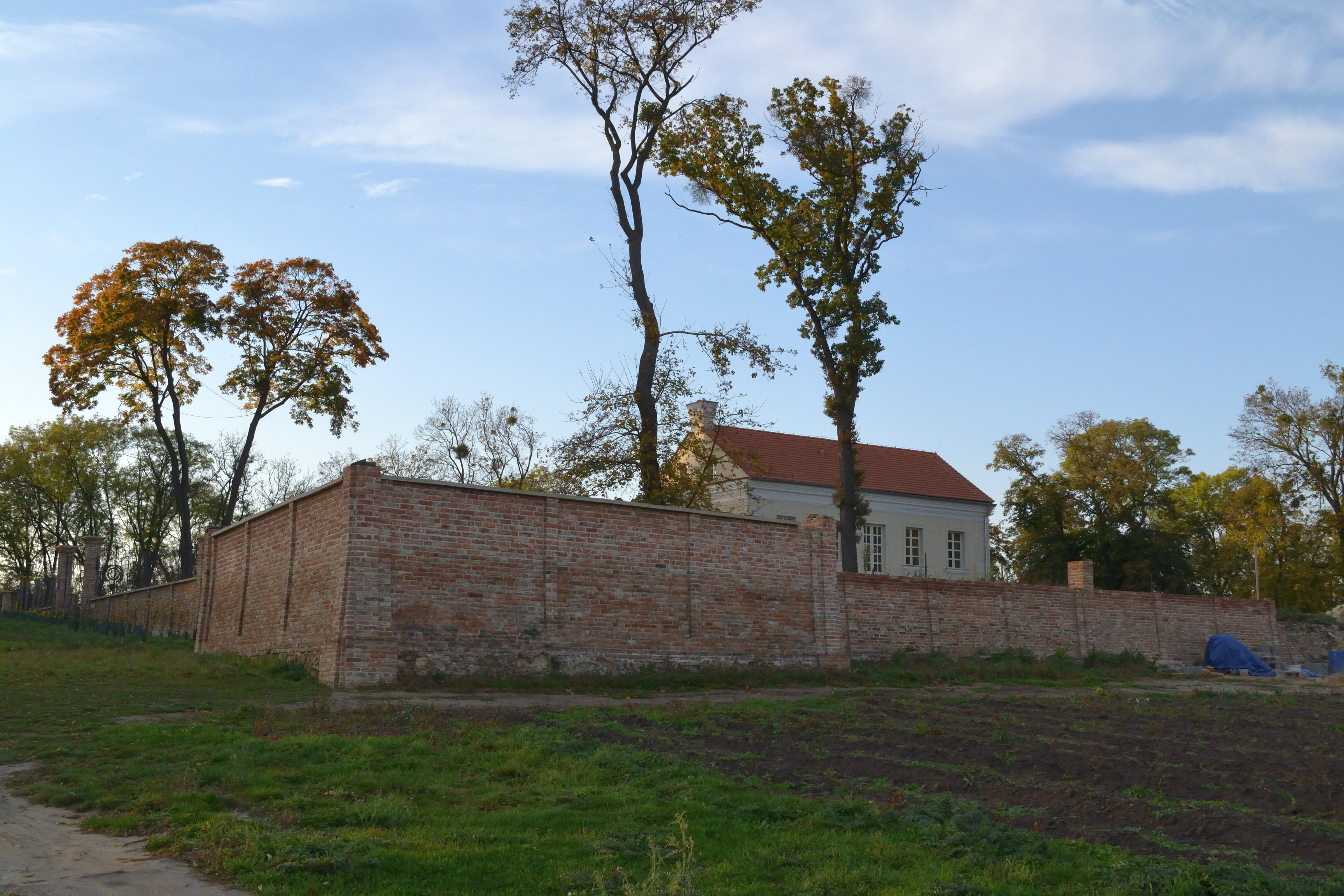
bastiony kolem letohrádku
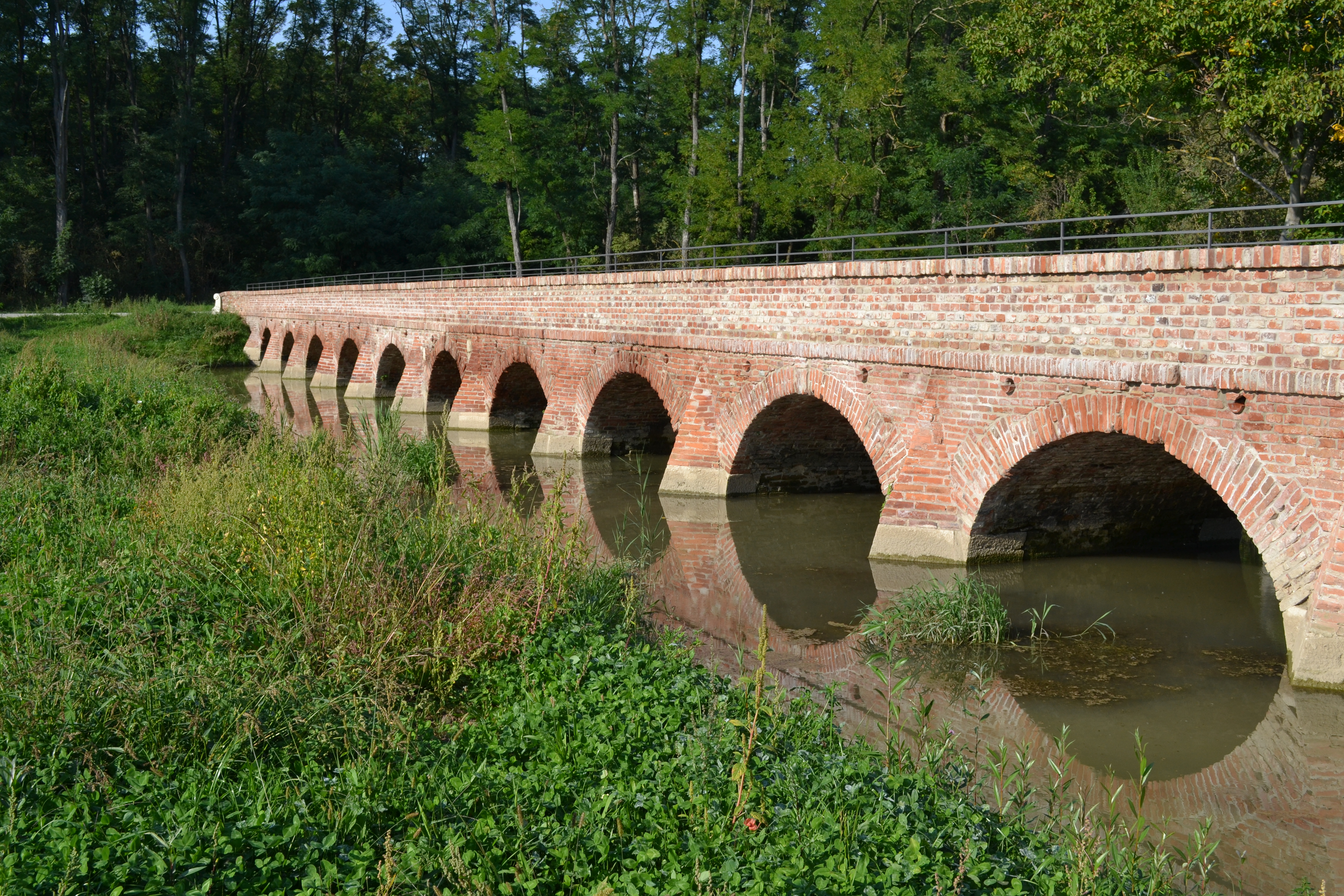
cihlový most u letohrádku